# Renzo Modesti
Renzo Modesti (n. 10 aprilie 1920, Como, Lombardia, Regatul Italiei – d. 7 aprilie 1993, Milano, Italia) a fost un poet și critic de artă italian.

## Biografie
Renzo Modesti s-a născut în 1920 la Como; a absolvit studii de literatura franceză la Universitatea din Neuchâtel, sub îndrumarea lui Paolo Arcari, și studii de filozofie estetică la Universitatea Statală din Milano cu profesorul Antonio Banfi; el a trăit după război la Milano, unde a murit în 1993.
Este prezent ca poet în cele mai importante antologii de poezie din anii 1950 (inclusiv Linea Lombarda a lui Luciano Anceschi, Quarta Generazione a lui Piero Chiara și Luciano Erba și La giovane poesia a lui Enrico Falqui).
Versurile sale au fost adunate în următoarele volume: E quando canterò; Due di briscola; Romanzo; Romanzo I; Dentro e fuori misura; La rabbia e la paura e altro; Sintesi? (romanzo 1978-1979); Il testimone scomodo (romanzo 1980-1981).
Ca poet, el a câștigat numeroase premii literare: Premiul Rapallo-Prove (1962); al XXVIII-lea Premiu Carducci (1978); Premiul Tagliacozzo (1978); Premiul M. Stefanile, Libro dell'anno di Poesia, Napoli (1982); Premiu Literar Național Pisa (1989).
În calitate de critic de artă a publicat numeroase monografii de pictori și sculptori ai secolului al XX-lea și două volume importante: Pittura Italiana Contemporanea (1958; ed. a II-a, 1964) și Pittura Moderna nel Mondo (1961).
A editat revista Notizie d'Arte, adresată membrilor asociației „Club degli Amici dell'Arte”, cu sediul în Galeria de Artă din Via Manzoni nr. 20 din Milano din 1969 până în 1972.
A tradus numeroase cărți de artă din limba franceză. Ca jurnalist, el a scris în numeroase publicații, ziare și reviste de artă. A mai scris numeroase eseuri și volumul Cos'è la Pubblicità (1966).

## Scrieri

### Poezie
- E quando canterò (Poesie 1943-1948) - Edizione dell'esame, Milano 1950.
- Due di briscola (con prefazione di Angelo Romanò)- Ed. Nuova ed. Magenta, Varese 1954.
- Romanzo (1952-1960) – Ed. All'insegna del pesce d'oro di Vanni Scheiwiller, Milano 1961.
- Romanzo I (1961-1967) – Ed. Novarco, Milano 1968.
- Dentro e fuori misura (romanzo  1968-1976), con prefazione di Giovanni Raboni – Ed. Guanda, Milano 1978.
- La rabbia e la paura e altro (romanzo 1976-1978), con introduzione di Giorgio Luzi - Ed. All'insegna del pesce d'oro di Vanni Scheiwiller, Milano  1981.
- Sintesi?  (Romanzo 1978-1979) - Nuove edizioni Enrico Vallecchi, Firenze 1982.
- Il testimone scomodo (Romanzo 1980-1981) - Nuove edizioni Enrico Vallecchi, Firenze 1988 (Premio Pisa 1989 per la Poesia).

### Critică de artă
- Utrillo - Ed. Annunziata, Milano  1947 (1 ed.) / 1958 (2 ed.).
- Tallone - Edizioni dell'esame, Milano 1949.
- Max Ernst - Ed. Vallardi, Milano 1955.
- Del Bon - Ed. Vallecchi, Milano 1957
- Pittura astratta - Ed. Vallardi, Milano 1958.
- Pittura Lombarda del 14° e 15° secolo – Ed. Vallardi, Milano 1958.
- Pittura italiana contemporanea - Ed. Vallardi, Milano 1958.
- Lilloni – Ed. Vallardi, Milano 1959.
- Amedeo Modigliani – Ed. Vallardi, Milano 1959.
- Il Futurismo - Ed. Vallardi, Milano 1960.
- Meloni - Ed. del Milione, Milano 1960
- Pittura italiana nel mondo - Ed. Vallardi, Milano 1961.
- Pittura Moderna nel mondo – Ed. Vallardi, Milano 1961.
- La pittura metafisica - Ed. Vismara terapeutici, Milano 1961.
- New York: 14 tavole - Ed. Vallecchi, Milano 1961.
- La pittura di Carletti - Ed. Amilcare Pizzi, Milano 1962.
- Pittura italiana contemporanea: Dal Futurismo alla Metafisica, il Novecento, il Surrealismo, l'Astrattismo, corrente dal Cubismo alla nuova figurazione - Ed. Vallardi, Milano 1964.
- Corrado Carmassi – Ed. Navarco, Milano 1967.
- Giuseppe Montanari - Ed. Navarco, Milano 1967.
- Meloni Gino –  Ed. Vallardi, Milano 1968.
- Bosich, opere multiple, grafiche e sculture dal 1966 al 1980 - Edizioni Svolta, Bologna 1980
- Calvani – Ed. Schena, Milano 1981.
- Orfeo Tamburi: Parigi 1935-1982 – Ed. Bagaloni, Ancona 1982.
- Le rose di Rilke, Le rose di Tamburi - Milano Club amici dell'arte, 1983.
- Il Chiarismo lombardo - Ed. Vangelista, Milano 1986.
- Francesco De Rocchi – Ed. Mondatori, Milano 1987.
- Aligi Sassu - Catalogo mostra antologica Pinacoteca di Jesi, 1987
- Luigi Broggini, Catalogo Mostra Palazzo della Permanente Milano - Ed. Vangelista, Milano 1991.
- Aldo Bardelli, Catalogo della mostra di Villa Mirabello - Ed. Vangelista, Milano 1992.